# ألبرت هاغ
ألبرت هاغ (بالألمانية: Albert Hague)‏ هو ملحن وكاتب أغاني وممثل أمريكي وألماني، ولد في 13 أكتوبر 1920 في برلين في ألمانيا، وتوفي في 12 نوفمبر 2001 في مارينا دل راي، كاليفورنيا في الولايات المتحدة بسبب سرطان.

## أعمال

### أفلام
- (1980) الشهرة[5][6]
- (1996) سبيس جام[7]

## وصلات خارجية
- ألبرت هاغ على موقع IMDb (الإنجليزية)
- ألبرت هاغ على موقع ألو سيني (الفرنسية)
- ألبرت هاغ على موقع ميوزك برينز (الإنجليزية)
- ألبرت هاغ على موقع أول موفي (الإنجليزية)
- ألبرت هاغ على موقع قاعدة بيانات برودواي على الإنترنت (الإنجليزية)
- ألبرت هاغ على موقع قاعدة بيانات برودواي على الإنترنت (الإنجليزية)
- ألبرت هاغ على موقع قاعدة بيانات الأفلام السويدية (السويدية)
- ألبرت هاغ على موقع إن إن دي بي (الإنجليزية)
- ألبرت هاغ على موقع ديسكوغز (الإنجليزية)
- ألبرت هاغ على موقع قاعدة بيانات الفيلم (الإنجليزية)